# Pyralis costinotalis
Pyralis costinotalis es una especie de polilla del género Pyralis, tribu Pyralini, familia Pyralidae. Fue descrita científicamente por Hampson en 1917.

## Descripción
Posee cabeza y tórax rojizo pálido, antenas parduscas y patas blanquecinas teñidas de marrón rojizo.

## Distribución
Se distribuye por India y Vietnam.